# Marc Improof
Marc Improof (bürgerlich Dennis Marc Bachmann) ist ein Schweizer DJ und Musikproduzent.

## Karriere
Nachdem er bereits einige Jahre als DJ gearbeitet hatte, erschien Bachmanns Debütsingle Downtown im Juni 2017. Das dazugehörige Musikvideo wurde auf Mallorca gedreht. Das Lied erreichte auf Anhieb Platz 23 der Schweizer Hitparade.
2018 war Marc Improof am Song Wildest Love von Molow beteiligt.

## Belege
1. 1 2  Chartquellen: CH